# Захор
Захор (слч. Záhor) насељено је мјесто са административним статусом сеоске општине (слч. obec) у округу Собранце, у Кошичком крају, Словачка Република.

## Становништво
| Година:    | 1994. | 2004.   | 2014.   | 2024.   |
| ---------- | ----- | ------- | ------- | ------- |
| Број људи: | 760   | 710     | 663     | 625     |
| Разлика:   |       | -6,57 % | -6,61 % | -5,73 % |

| Година:    | 2023. | 2024.   |
| ---------- | ----- | ------- |
| Број људи: | 636   | 625     |
| Разлика:   |       | -1,72 % |

Према подацима о броју становника из 2011. године насеље је имало 666 становника.